# Ostfriesische Seemarsch zwischen Norden und Esens
Ostfriesische Seemarsch zwischen Norden und Esens este o arie protejată (arie de protecție specială avifaunistică — SPA) din Germania întinsă pe o suprafață de 8.070 ha, integral pe uscat.

## Localizare
Centrul sitului Ostfriesische Seemarsch zwischen Norden und Esens este situat la coordonatele 53°39′36″N 7°25′49″E / 53.66°N 7.4303°E.

## Înființare
Situl Ostfriesische Seemarsch zwischen Norden und Esens a fost declarat arie de protecție specială avifaunistică în iunie 2007 pentru a proteja 36 de specii de animale.

## Biodiversitate
Situată în ecoregiunea atlantică, aria protejată nu include niciun habitat protejat.
La baza desemnării sitului se află mai multe specii protejate de  păsări (36): lăcar-de-mlaștină (Acrocephalus palustris), lăcar-de-rogoz (Acrocephalus schoenobaenus), lăcar-de-lac (Acrocephalus scirpaceus), ciocârlie-de-câmp (Alauda arvensis), rață lingurar (Anas clypeata), rață fluierătoare (Anas penelope), Anas platyrhynchos platyrhynchos, Anser albifrons albifrons, gâscă cenușie (Anser anser), gâscă cu cioc scurt (Anser brachyrhynchus), fâsă de luncă (Anthus pratensis), rața moțată (Aythya fuligula), Branta bernicla bernicla, Branta leucopsis, fugaci de țărm (Calidris alpina), prundaș gulerat mare (Charadrius hiaticula), erete de stuf (Circus aeruginosus), erete cenușiu (Circus pygargus), cioară de semănătură (Corvus frugilegus), Cygnus columbianus bewickii, lebădă de iarnă (Cygnus cygnus), lebădă de vară (Cygnus olor), Fulica atra atra, scoicar (Haematopus ostralegus), Larus argentatus, pescăruș sur (Larus canus), Larus fuscus intermedius, pescăruș râzător (Larus ridibundus), Luscinia svecica cyanecula, codobatura galbenă (Motacilla flava), Numenius arquata arquata, ploier auriu (Pluvialis apricaria), ploier argintiu (Pluvialis squatarola), mărăcinar (Saxicola rubetra), fluierarul cu picioare roșii (Tringa totanus), nagâț (Vanellus vanellus)